# Belmont Stakes

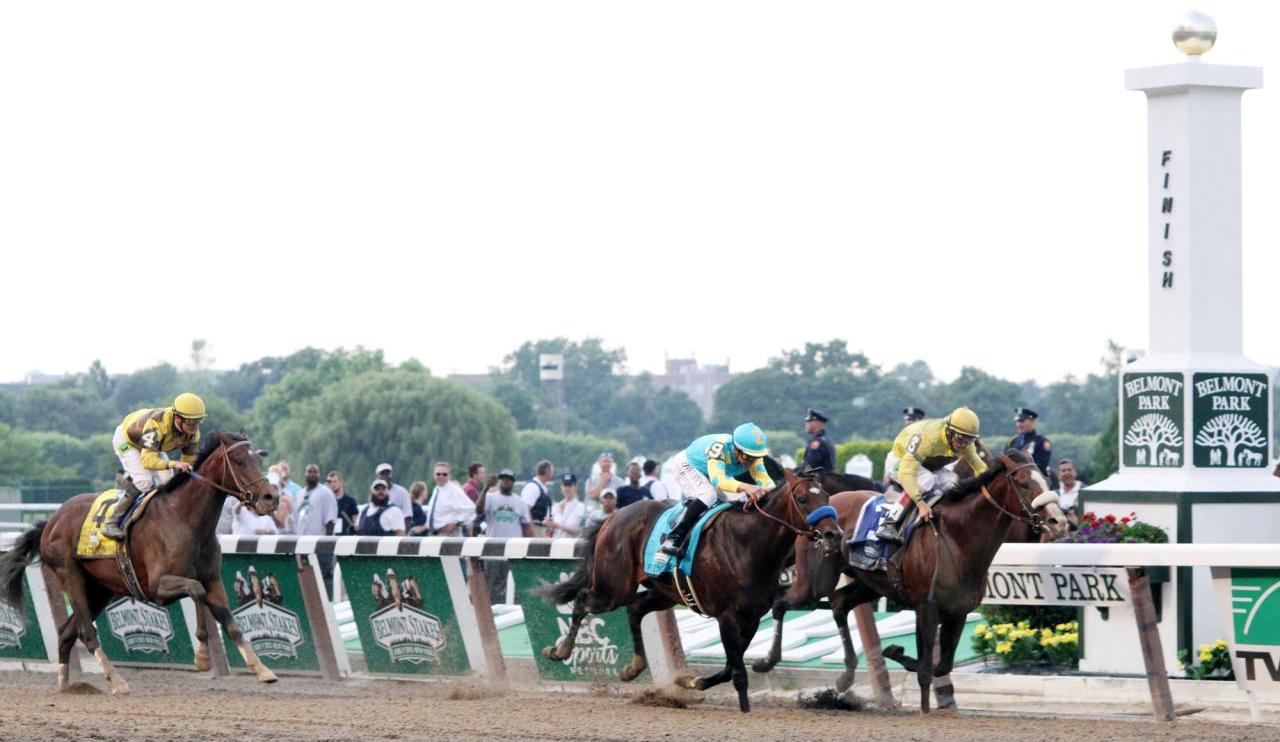
Union Rags y el jinete John Velázquez ganadores del Belmont Stakes en 2012.

Belmont Stakes es una carrera de caballos que se disputa desde 1867 en el área metropolitana de Nueva York (Estados Unidos). Corresponde a un clásico de Grado 1, para machos (57Kg) y hembras de tres años (55Kg). Es la tercera fecha de la Triple Corona de la hípica estadounidense, el récord actual lo impuso el ganador de la triple corona en 1973 Secretariat con un tiempo de 2:24. Históricamente se corrió sobre una distancia de 2400 m y se realiza en Belmont Park, Elmont, Nueva York, 21 días después del Preakness Stakes de Baltimore, Maryland. En 2020 se corrió en 1800 m y fue la primera carrera de la Triple Corona. Se disputa desde 1867, siendo la segunda carrera más antigua del continente americano, después de la Travers Stakes, y seguida por el Clásico El Ensayo.

## Historia
En sus inicios la carrera se celebró en el Jerome Park Racetrack del Bronx, construido en 1866. La carrera continuó en San Jerónimo Park hasta 1890, cuando fue trasladada a instalaciones cercanas, Morris Park Racecourse  donde se corrió hasta 1905. Posteriormente con la apertura de las instalaciones del hipódromo Belmont Park  ubicado en Elmont, Nueva York, en Long Island a las afueras de la ciudad de Nueva York en Queens, la carrera encontró su sitio definitivo. 
La carrera fue cancelada en los años de 1911 y 1912.
Desde sus inicios hasta 1921, la carrera se corrió hacia la derecha en la tradición inglesa de las carreras. Desde entonces, la carrera se ha corrido en sentido izquierdo o en sentido contrario del reloj. Al propietario ganador del Belmont Stakes se le entrega el August Belmont Trophy, uno de los trofeos más prestigiosos del país.
Actualmente, la bolsa de premios es de 1,5 millones de dólares, de los que el ganador recibe 800.000.

### Cambios en la distancia
La carrera en sus inicios entre los años 1867 y 1873 se disputó sobre una distancia de una milla y cinco furlongs; una milla y cuarto en 1890, 1891, 1892, 1895, 1904 y 1905; una milla y un furlongs en 1893 y 1894; una milla y tres furlongs ente 1896 a 1903 y entre 1906 a 1925. La distancia actual de 1 milla y media fue finalmente establecida en el año 1926, con excepción de 2020, cuando se fijó en una milla y un octavo por esa vez, debido a las limitaciones establecidas por la pandemia.
El tiempo récord de pista, hasta hoy vigente, lo tiene Secretariat, ganador de la Triple Corona en 1973 después de 40 años con un tiempo de 2:24 segundos siendo el tiempo récord hasta este año 2022.

## Ganadores
| Año  | Caballo            | Jinete             | Preparador          | Propietario                     | Tiempo  |
| ---- | ------------------ | ------------------ | ------------------- | ------------------------------- | ------- |
| 2023 | Arcangelo          | Javier Castellano  | Jena M. Antonucci   | Blue Rose Farm                  | 2:29.23 |
| 2022 | Mo Donegal         | Irad Ortiz Jr.     | Todd Pletcher       | Donegal Racing & Repole Stable  | 2:28.28 |
| 2021 | Essential Quality  | Luis Sáez          | Brad Cox            | Godolphin LLC                   | 2:27.11 |
| 2020 | Tiz The Law        | Manuel Franco      | Barclay Tagg        | Sackatoga Stable                | 1:46.53 |
| 2019 | Sir Winston        | Joel Rosario       | Mark E. Casse       | Tracy Farmer                    | 2:28.30 |
| 2018 | Justify            | Mike Smith         | Robert A. Baffert   | WinStar Farm                    | 2:28.18 |
| 2017 | Tapwrit            | José L. Ortiz      | Tood Pletcher       | Bridlewood Farm                 | 2:30.02 |
| 2016 | Creator            | Irad Ortiz Jr.     | Steven M. Asmussen  | WinStar Farm and Bobby Flay     | 2:28.51 |
| 2015 | American Pharoah † | Víctor Espinoza    | Robert A. Baffert   | Zayat Stables, LLC              | 2:26.65 |
| 2014 | Tonalist           | Joel Rosario       | Christophe Clement  | Robert S. Evans                 | 2:28.52 |
| 2013 | Palace Malice      | Mike Smith         | Todd Pletcher       | Dogwood Stable                  | 2:30.70 |
| 2012 | Union Rags         | John Velázquez     | Michael Matz        | Chadds Ford Stable              | 2:30.42 |
| 2011 | Ruler on Ice       | José Valdivia, Jr. | Kelly Breen         | George and Lori Hall            | 2:30.88 |
| 2010 | Drosselmeyer       | Mike Smith         | William Mott        | WinStar Farm LLC                | 2:31.57 |
| 2009 | Summer Bird        | Kent Desormeaux    | Tim Ice             | Kalarikkal & Vilasini Jayaraman | 2:27.54 |
| 2008 | Da’ Tara           | Alan García        | Nick Zito           | Robert LaPenta                  | 2:29.65 |
| 2007 | Rags to Riches     | John Velázquez     | Todd Pletcher       | Michael Tabor                   | 2:28.74 |
| 2006 | Jazil              | Fernando Jara      | Kiaran McLaughlin   | Shadwell Stable                 | 2:27.81 |
| 2005 | Afleet Alex        | Jeremy Rose        | Tim Ritchey         | Cash is King LLC                | 2:28.75 |
| 2004 | Birdstone          | Edgar Prado        | Nick Zito           | Marylou Whitney Stables         | 2:27.50 |
| 2003 | Empire Maker       | Jerry Bailey       | Bobby Frankel       | Juddmonte Farms                 | 2:28.26 |
| 2002 | Sarava             | Edgar Prado        | Ken McPeek          | New Phoenix Stable              | 2:29.71 |
| 2001 | Point Given        | Gary Stevens       | Bob Baffert         | The Thoroughbred Corp.          | 2:26.80 |
| 2000 | Commendable        | Pat Day            | D. Wayne Lukas      | Robert & Beverly Lewis          | 2:31.20 |
| 1999 | Lemon Drop Kid     | José Santos        | Scotty Schulhofer   | Jeanne G. Vance                 | 2:27.80 |
| 1998 | Victory Gallop     | Gary Stevens       | Elliott Walden      | Prestonwood Farm                | 2:29.00 |
| 1997 | Touch Gold         | Chris McCarron     | David Hofmans       | Frank Stronach                  | 2:28.80 |
| 1996 | Editor's Note      | René Douglas       | D. Wayne Lukas      | Overbrook Farm                  | 2:28.80 |
| 1995 | Thunder Gulch      | Gary Stevens       | D. Wayne Lukas†     | Michael Tabor                   | 2:32.00 |
| 1994 | Tabasco Cat        | Pat Day            | D. Wayne Lukas      | D. Reynolds & Overbrook         | 2:26.80 |
| 1993 | Colonial Affair    | Julie Krone        | Scotty Schulhofer   | Centennial Farms                | 2:29.80 |
| 1992 | A.P. Indy          | Eddie Delahoussaye | Neil Drysdale       | Tomonori Tsurumaki              | 2:26.00 |
| 1991 | Hansel             | Jerry Bailey       | Frank Brothers      | Lazy Lane Farm                  | 2:28.00 |
| 1990 | Go And Go          | Michael Kinane     | Dermot Weld         | Moyglare Stud Farm              | 2:27.20 |
| 1989 | Easy Goer          | Pat Day            | Shug McGaughey      | Ogden Phipps                    | 2:26.00 |
| 1988 | Risen Star         | Eddie Delahoussaye | Louie Roussel III   | Louie Roussel III               | 2:26.40 |
| 1987 | Bet Twice          | Craig Perret       | Jimmy Croll         | Blanche P. Levy                 | 2:28.20 |
| 1986 | Danzig Connection  | Chris McCarron     | Woody Stephens      | Henryk de Kwiatkowski           | 2:29.80 |
| 1985 | Creme Fraiche      | Eddie Maple        | Woody Stephens      | Brushwood Stables               | 2:27.00 |
| 1984 | Swale              | Laffit Pincay Jr.  | Woody Stephens      | Claiborne Farm                  | 2:27.20 |
| 1983 | Caveat             | Laffit Pincay Jr.  | Woody Stephens      | August Belmont IV               | 2:27.80 |
| 1982 | Conquistador Cielo | Laffit Pincay Jr.  | Woody Stephens      | Henryk de Kwiatkowski           | 2:28.20 |
| 1981 | Summing            | George Martens     | Luis Barerra        | Charles T. Wilson, Jr.          | 2:29.00 |
| 1980 | Temperance Hill    | Eddie Maple        | Joseph Cantey       | Loblolly Stable                 | 2:29.80 |
| 1979 | Coastal            | Rubén Hernández    | David Whiteley      | William Haggin Perry            | 2:28.60 |
| 1978 | Affirmed †         | Steve Cauthen      | Laz Barrera         | Harbor View Farm                | 2:26.80 |
| 1977 | Seattle Slew †     | Jean Cruguet       | Billy Turner        | Karen L. Taylor                 | 2:29.60 |
| 1976 | Bold Forbes        | Ángel Cordero Jr.  | Laz Barrera         | E. Rodríguez Tizol              | 2:29.00 |
| 1975 | Avatar             | Bill Shoemaker     | Tommy Doyle         | Arthur Seeligson, Jr.           | 2:28.20 |
| 1974 | Little Current     | Miguel Rivera      | Lou Rondinello      | Darby Dan Farm                  | 2:29.20 |
| 1973 | Secretariat †      | Ron Turcotte       | Lucien Laurin       | Meadow Stable                   | 2:24.00 |
| 1972 | Riva Ridge         | Ron Turcotte       | Lucien Laurin       | Meadow Stud                     | 2:28.00 |
| 1971 | Pass Catcher       | Walter Blum        | Eddie Yowell        | October House Farm              | 2:30.40 |
| 1970 | High Echelon       | John Rotz          | John Jacobs         | Ethel D. Jacobs                 | 2:34.00 |
| 1969 | Arts and Letters   | Braulio Baeza      | Elliott Burch       | Rokeby Stable                   | 2:28.80 |
| 1968 | Stage Door Johnny  | Gus Gustines       | John M. Gaver, Sr.  | Greentree Stable                | 2:27.20 |
| 1967 | Damascus           | Bill Shoemaker     | Frank Whiteley, Jr. | Edith W. Bancroft               | 2:28.80 |
| 1966 | Amberoid           | William Boland     | Lucien Laurin       | Reginald N. Webster             | 2:29.60 |
| 1965 | Hail To All        | Johnny Sellers     | Eddie Yowell        | Mrs. Ben Cohen                  | 2:28.40 |
| 1964 | Quadrangle         | Manuel Ycaza       | Elliott Burch       | Rokeby Stable                   | 2:28.40 |
| 1963 | Chateaugay         | Braulio Baeza      | James P. Conway     | Darby Dan Farm                  | 2:30.20 |
| 1962 | Jaipur             | Bill Shoemaker     | Bert Mulholland     | George D. Widener, Jr.          | 2:28.80 |
| 1961 | Sherluck           | Braulio Baeza      | Harold Young        | Jacob Sher                      | 2:29.20 |
| 1960 | Celtic Ash         | Bill Hartack       | Tom Barry           | Green Dunes Farm                | 2:29.20 |
| 1959 | Sword Dancer       | Bill Shoemaker     | Elliott Burch       | Brookmeade Stable               | 2:28.40 |
| 1958 | Cavan              | Pete Anderson      | Tom Barry           | Joseph E. O'Connell             | 2:30.20 |
| 1957 | Gallant Man        | Bill Shoemaker     | John A. Nerud       | Ralph Lowe                      | 2:26.60 |
| 1956 | Needles            | David Erb          | Hugh Fontaine       | D & H Stable                    | 2:29.80 |
| 1955 | Nashua             | Eddie Arcaro       | Jim Fitzsimmons     | Belair Stud                     | 2:29.00 |
| 1954 | High Gun           | Eric Guerin        | Max Hirsch          | King Ranch                      | 2:30.80 |
| 1953 | Native Dancer      | Eric Guerin        | Bill Winfrey        | Alfred G. Vanderbilt II         | 2:28.60 |
| 1952 | One Count          | Eddie Arcaro       | Oscar White         | Mrs. Walter M. Jeffords         | 2:30.20 |
| 1951 | Counterpoint       | David Gorman       | Sylvester Veitch    | C. V. Whitney                   | 2:29.00 |
| 1950 | Middleground       | William Boland     | Max Hirsch          | King Ranch                      | 2:28.60 |
| 1949 | Capot              | Ted Atkinson       | John M. Gaver, Sr.  | Greentree Stable                | 2:30.20 |
| 1948 | Citation †         | Eddie Arcaro       | Horace A. Jones     | Calumet Farm                    | 2:28.20 |
| 1947 | Phalanx            | Ruperto Donoso     | Sylvester Veitch    | C. V. Whitney                   | 2:29.40 |
| 1946 | Assault †          | Warren Mehrtens    | Max Hirsch          | King Ranch                      | 2:30.80 |
| 1945 | Pavot              | Eddie Arcaro       | Oscar White         | Walter M. Jeffords              | 2.30.20 |
| 1944 | Bounding Home      | G.L. Smith         | Matt Brady          | William Ziegler, Jr.            | 2:32.20 |
| 1943 | Count Fleet †      | Johnny Longden     | Don Cameron         | Fannie Hertz                    | 2:28.20 |
| 1942 | Shut Out           | Eddie Arcaro       | John M. Gaver, Sr.  | Greentree Stable                | 2:29.20 |
| 1941 | Whirlaway †        | Eddie Arcaro       | Ben A. Jones        | Calumet Farm                    | 2:31.00 |
| 1940 | Bimelech           | Fred A. Smith      | Bill Hurley         | Edward R. Bradley               | 2:29.60 |
| 1939 | Johnstown          | James Stout        | Jim Fitzsimmons     | Belair Stud                     | 2:29.60 |
| 1938 | Pasteurized        | James Stout        | George Odom         | Mrs. Plunkett Stewart           | 2:29.40 |
| 1937 | War Admiral †      | Charley Kurtsinger | George Conway       | Glen Riddle Farm                | 2:28.60 |
| 1936 | Granville          | James Stout        | Jim Fitzsimmons     | Belair Stud                     | 2:30.00 |
| 1935 | Omaha †            | Willie Saunders    | Jim Fitzsimmons     | Belair Stud                     | 2:30.60 |
| 1934 | Peace Chance       | Wayne D. Wright    | Pete Coyne          | Joseph E. Widener               | 2:29.20 |
| 1933 | Hurryoff           | Mack Garner        | Henry McDaniel      | Joseph E. Widener               | 2:32.60 |
| 1932 | Faireno            | Tom Malley         | Jim Fitzsimmons     | Belair Stud                     | 2:32.80 |
| 1931 | Twenty Grand       | Charley Kurtsinger | James G. Rowe, Jr.  | Greentree Stable                | 2:29.60 |
| 1930 | Gallant Fox †      | Earl Sande         | Jim Fitzsimmons     | Belair Stud                     | 2:31.60 |
| 1929 | Blue Larkspur      | Mack Garner        | Herbert J. Thompson | Edward R. Bradley               | 2:32.80 |
| 1928 | Vito               | Clarence Kummer    | Max Hirsch          | Alfred H. Cosden                | 2:33.20 |
| 1927 | Chance Shot        | Earl Sande         | Pete Coyne          | Joseph E. Widener               | 2:32.40 |
| 1926 | Crusader           | Albert Johnson     | George Conway       | Glen Riddle Farm                | 2:32.20 |
| 1925 | American Flag      | Albert Johnson     | G.R. Tompkins       | Glen Riddle Farm                | 2:16.80 |
| 1924 | Mad Play           | Earl Sande         | Sam Hildreth        | Rancocas Stable                 | 2:18.80 |
| 1923 | Zev                | Earl Sande         | Sam Hildreth        | Rancocas Stable                 | 2:19.00 |
| 1922 | Pillory            | C. H. Miller       | Thomas J. Healey    | R. T. Wilson, Jr.               | 2:18.80 |
| 1921 | Grey Lag           | Earl Sande         | Sam Hildreth        | Rancocas Stable                 | 2:16.80 |
| 1920 | Man O' War         | Clarence Kummer    | Louis Feustel       | Glen Riddle Farm                | 2:14.20 |
| 1919 | Sir Barton †       | Johnny Loftus      | H. Guy Bedwell      | J. K. L. Ross                   | 2:17.40 |
| 1918 | Johren             | Frank Robinson     | Albert Simons       | Harry P. Whitney                | 2:20.40 |
| 1917 | Hourless           | James Butwell      | Sam Hildreth        | August Belmont, Jr.             | 2:17.80 |
| 1916 | Friar Rock         | E. Haynes          | Sam Hildreth        | August Belmont, Jr.             | 2:22.00 |
| 1915 | The Finn           | George Byrne       | E. W. Heffner       | H. C. Hallenbeck                | 2:18.40 |
| 1914 | Luke Mcluke        | Merritt Buxton     | J. F. Schorr        | John W. Schorr                  | 2:20.00 |
| 1913 | Prince Eugene      | Roscoe Troxler     | James G. Rowe, Sr.  | Harry P. Whitney                | 2:18.00 |
| 1910 | Sweep              | James Butwell      | James G. Rowe, Sr.  | James R. Keene                  | 2:22.00 |
| 1909 | Joe Madden         | Eddie Dugan        | Sam Hildreth        | Sam Hildreth                    | 2:21.60 |
| 1908 | Colin              | Joe Notter         | James G. Rowe, Sr.  | James R. Keene                  | N/A     |
| 1907 | Peter Pan          | G. Mountain        | James G. Rowe, Sr.  | James R. Keene                  | N/A     |
| 1906 | Burgomaster        | Lucien Lyne        | John W. Rogers      | Harry P. Whitney                | 2:20.00 |
| 1905 | Tanya              | E. Hildebrand      | John W. Rogers      | Harry P. Whitney                | 2:08.00 |
| 1904 | Delhi              | George Odom        | James G. Rowe, Sr.  | James R. Keene                  | 2:06.60 |
| 1903 | Africander         | John Bullman       | R. O. Miller        | Hampton Stable                  | 2:21.75 |
| 1902 | Masterman          | John Bullman       | John J. Hyland      | August Belmont, Jr.             | 2:22.60 |
| 1901 | Commando           | H. Spencer         | James G. Rowe, Sr.  | James R. Keene                  | 2:21.00 |
| 1900 | Ildrim             | Nash Turner        | H. Eugene Leigh     | H. Eugene Leigh                 | 2:21.25 |
| 1899 | Jean Beraud        | R. Clawson         | Sam Hildreth        | Sydney Paget                    | 2:23.00 |
| 1898 | Bowling Brook      | Fred Littlefield   | Robert W. Walden    | A. H. & D. H. Morris            | 2:32.00 |
| 1897 | Scottish Chieftain | J. Scherrer        | Matt Byrnes         | Marcus Daly                     | 2:23.25 |
| 1896 | Hastings           | Henry Griffin      | John J. Hyland      | Blemton Stable                  | 2:24.50 |
| 1895 | Belmar             | Fred Taral         | E. Feakes           | Preakness Stable                | 2:11.50 |
| 1894 | Henry Of Navarre   | Willie Simms       | Byron McClelland    | Byron McClelland                | 1:56.50 |
| 1893 | Commanche          | Willie Simms       | Gus Hannon          | Empire Stable                   | 1:53.25 |
| 1892 | Patrón             | W. Hayward         | Lewis Stuart        | J. Stuart                       | 2:12.00 |
| 1891 | Foxford            | Ed Garrison        | M. Donavan          | C. E. Rand                      | 2:08.75 |
| 1890 | Burlington         | Pike Barnes        | Albert Cooper       | Hough Bros.                     | 2:07.75 |
| 1889 | Eric               | W. Hayward         | John Huggins        | A. J. Cassatt                   | 2:47.25 |
| 1888 | Sir Dixon          | Jim McLaughlin     | Frank McCabe        | Dwyer Bros. Stable              | 2:40.25 |
| 1887 | Hanover            | Jim McLaughlin     | Frank McCabe        | Dwyer Bros. Stable              | 2:43.50 |
| 1886 | Inspector B        | Jim McLaughlin     | Frank McCabe        | Dwyer Bros. Stable              | 2:41.00 |
| 1885 | Tyrant             | Paul Duffy         | C. Claypool         | J. B. A. Haggin                 | 2:43.00 |
| 1884 | Panique            | Jim McLaughlin     | James G. Rowe, Sr.  | Dwyer Bros. Stable              | 2:42.00 |
| 1883 | George Kinney      | Jim McLaughlin     | James G. Rowe, Sr.  | Dwyer Bros. Stable              | 2:42.50 |
| 1882 | Forester           | Jim McLaughlin     | Lewis Stuart        | Appleby & Johnson               | 2:43.00 |
| 1881 | Saunterer          | T. Costello        | Robert W. Walden    | George L. Lorillard             | 2:47.00 |
| 1880 | Grenada            | W. Hughes          | Robert W. Walden    | George L. Lorillard             | 2:47.00 |
| 1879 | Spendthrift        | George Evans       | Thomas Puryear      | James R. Keene                  | 2:42.75 |
| 1878 | Duke of Magenta    | W. Hughes          | Robert W. Walden    | George L. Lorillard             | 2:43.50 |
| 1877 | Cloverbrook        | C. Holloway        | Jeter Walden        | E. A. Clabaugh                  | 2:46.00 |
| 1876 | Algerine           | Billy Donohue      | Major T. W. Doswell | Doswell & Co.                   | 2:40.50 |
| 1875 | Calvin             | Bobby Swim         | Ansel Williamson    | Hal P. McGrath                  | 2:42.25 |
| 1874 | Saxon              | George Barbee      | W. Prior            | Pierre Lorillard IV             | 2:39.50 |
| 1873 | Springbok          | James G. Rowe, Sr. | David McDaniel      | David McDaniel                  | 3:01.75 |
| 1872 | Joe Daniels        | James G. Rowe, Sr. | David McDaniel      | David McDaniel                  | 2:58.25 |
| 1871 | Harry Bassett      | W. Miller          | David McDaniel      | David McDaniel                  | 2:56.00 |
| 1870 | Kingfisher         | Edward D. Brown    | Rollie Colston      | Daniel Swigert                  | 2:59.50 |
| 1869 | Fenian             | C. Miller          | Jacob Pincus        | August Belmont                  | 3:04.25 |
| 1868 | General Duke       | Bobby Swim         | A. Thompson         | McConnell & Co.                 | 3:02.00 |
| 1867 | Ruthless           | Gilbert Patrick    | A. J. Minor         | Francis Morris                  | 3:05.00 |

Los que están marcados con una † han sido los ganadores de la Triple Corona.